# Argjentina Ramosaj
Argjentina Ramosaj (* 21. Mai 1990 in Đakovica, SFR Jugoslawien, heute Kosovo) ist eine kosovarische Popsängerin und Songwriterin.

## Leben und Karriere
Argjentina Ramosaj wurde in der Stadt Gjakova geboren, kommt aber ursprünglich aus Dečani. Als sie etwa ein Jahr alt war, wanderte sie mit ihrer Familie nach Assen in den Niederlanden aus. Sie beendete dort erfolgreich die Grund- und Sekundarschule und studiert derzeit (Mai 2012) in ’s-Hertogenbosch Kunst und Grafikdesign.
Umkreist von einer musikalischen Familie interessierte sie sich immer für Gesang und Musik. Im Februar 2010 erschien in Zusammenarbeit mit Flori Mumajesi – einem in der albanischen Musikszene bekannten Produzenten und Künstler – ihre Debüt-Single Shpirt i mbytur. Das Musikvideo drehte man dazu in der albanischen Hauptstadt Tirana mit Hilfe der Filmproduktionsgesellschaft Pro...video. Der Song wurde sofort zu einem großen Hit und wurde in vielen Musikkanälen und Radiosendern Albaniens, Kosovos und Mazedoniens mehrere Male abgespielt. Nur einige Monate später erschien im August mit Scream ihre zweite Single, die aus einer englischen und albanischen Version (Tip) bestand. Produziert wurde diesmal mit Enis Presheva, der Liedtext wurde von Big Basta geschrieben. Für das in Amsterdam gedrehte Musikvideo wurde mit der niederländischen Produktionsfirma Awesome Amsterdam Production zusammengearbeitet. Im Oktober wurde der Song Jeta vazhdon in Zusammenarbeit mit der erfahrenen Entermedia aus dem Kosovo veröffentlicht. Das Musikvideo wurde an der Albanischen Riviera in den Küstenorten Dhërmi und Jala sowie in der Altstadt von Prizren gedreht. Bei diesem Lied arbeitete Argjentina wieder mit Flori Mumajesi zusammen.
Auch im Oktober 2010 nahm Argjentina am albanischen Musikfestival Kënga Magjike teil, der zu den berühmtesten Festivals der albanischen Musikszene gehört. Ihr Beitrag Engjëjt qajnë war der vierte Song ihrer Karriere und wurde wieder zusammen mit Flori Mumajesi erarbeitet. Sie kam bis ins Finale und gewann die Auszeichnung Best new artist (Magjia e parë). Engjëjt qajnë war ihr bisher größter Hit und war mehrere Wochen als Nummer 1 in den Toplisten vieler Radiosender zu hören. Kënga Magjike verhalf Argjentina somit zu ihrem musikalischen Durchbruch.
Im Dezember 2010 veröffentlichte sie die Single Roll the dice in Koproduktion mit den zwei niederländischen DJs NouveauBeats und Vince Le Fin. Mitch Crown, einer der besten Produzenten und Sängern der Niederlande, half bei der Umsetzung des Lieds; das Musikvideo wurde im Sommer 2011 gedreht.
Perfekt war im April 2011 ein weiterer großer Hit Argjentinas. Mit Enis Presheva als Produzenten und Big Basta als Songwriter arbeitete sie zusammen mit einer der besten Produktionsfirmen des Kosovo, Pulla. Beim Video Festi Muzikor 2011 nominierte man Perfekt viermal und Argjentina gewann den Preis der besten Darstellerin (Best Female).
Nach etwa einem Jahr wenigerer Aktivität erschien Ende März 2012 eine neue Single mit dem Titel Si shiu. Das Plattenlabel Threedots war dabei Produzent. Nach etwa eineinhalb Monaten auf dem Internet-Videoportal YouTube zählte das Video am 10. Mai 2012 über 500.000 Aufrufe.
Ende Mai 2014 nahm sie nach einer zweijährigen Pause einen neuen Song auf. Zum ersten Mal mit einer anderen albanischen Künstlerin. Der Song Déjà Vu in Zusammenarbeit mit der Sängerin Gjira Kajtazi ist Teil des Albums Kajtazis, welches im Juni 2014 erscheinen wird.

## Diskografie

### Singles (Auswahl)
- 2010: Shpirt i mbytur
- 2010: Scream
- 2010: Tip
- 2010: Jeta vazhdon
- 2010: Engjëjt qajnë
- 2010: Roll the dice
- 2011: Perfekt
- 2012: Si shiu
- 2014: Déjà Vu (feat. Gjira Katazi)